# Impatiens tubulosa
Impatiens tubulosa là một loài thực vật có hoa trong họ Bóng nước. Loài này được Hemsl. mô tả khoa học đầu tiên năm 1886.